# Emily Greene Balch
Emily Greene Balch (ur. 8 stycznia 1867 w Jamaica Plain (w pobliżu Bostonu), zm. 9 stycznia 1961 w Cambridge) – amerykańska ekonomistka, socjolog, pisarka i pacyfistka, laureatka pokojowej Nagrody Nobla.

## Życiorys
W 1889 ukończyła Bryn Mawr College i uzyskała stypendium, które pozwoliło jej na podjęcie studiów w Europie. Studiowała ekonomię w Paryżu w latach 1890–1891, następnie kontynuowała studia na Uniwersytecie Harvarda i Uniwersytecie w Chicago, kończąc je w 1896 w Berlinie. Podjęła pracę w Wellesley College, gdzie w 1913 uzyskała stopień profesora ekonomii i socjologii. W 1915 brała udział w Międzynarodowym Kongresie Kobiet w Hadze, była jedną z założycielek Międzynarodowego Komitetu Kobiet, z którego w 1919 powstała Kobiecą Ligę na Rzecz Pokoju i Wolności. Była sekretarzem tej organizacji w latach 1919–1922.
Brała aktywny udział w kampanii przeciwko włączeniu się Stanów Zjednoczonych do I wojny światowej. W 1918 po rozwiązaniu kontraktu z nią przez Wellesley College, podjęła pracę w liberalnym magazynie „The Nation”. Po wojnie zaangażowała się w projekty prowadzone przez Ligę Narodów. W 1926 opublikowała Occupied Haiti – raport dotyczący warunków życia na Haiti. W okresie II wojny światowej centrum jej zainteresowań przesunęło się z pacyfizmu na obronę praw człowieka. 

## Wyróżnienia
W 1946 otrzymała, wraz z Johnem Mottem, pokojową Nagrodę Nobla.
Międzynarodowa Unia Astronomiczna w 1994 uhonorowała Emily Greene Balch nadając jednemu z kraterów na Wenus nazwę Balch.